# Theridion cavipalpe
Theridion cavipalpe là một loài nhện trong họ Theridiidae.
Loài này thuộc chi Theridion. Theridion cavipalpe được Frederick Octavius Pickard-Cambridge miêu tả năm 1902.